# 塞巴斯蒂安·明斯特尔

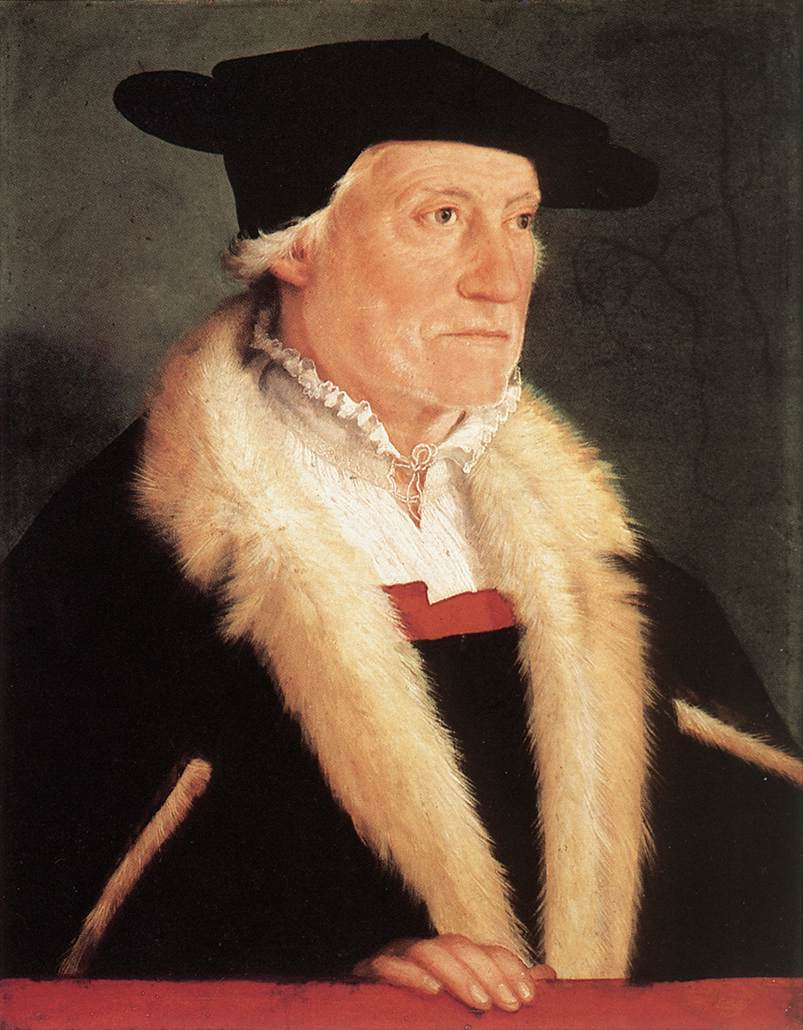
塞巴斯蒂安·明斯特尔画像

塞巴斯蒂安·明斯特尔（德語：Sebastian Münster；1488年1月20日—1552年5月26日），文艺复兴时期德国数学家，希伯来文教授。为巴塞尔大学数学教授。曾当过修士。是世界上第一位绘出四大洲地图的人。于1544年出版了他重要的宇宙论著作。